# Lav V. (papa)
Lav V., papa od srpnja 903. do rujna 903. godine.